# Magehalli, Belur
Magehalli là một làng thuộc tehsil Belur, huyện Hassan, bang Karnataka, Ấn Độ.